# Calanthe hoshii
Calanthe hoshii là một loài thực vật có hoa trong họ Lan. Loài này được S.Kobay. mô tả khoa học đầu tiên năm 1983.